# 페이어다람쥐
페이어다람쥐(Callosciurus phayrei)는 다람쥐과에 속하는 설치류의 일종이다. 중국(윈난성에서만)과 미얀마에서 발견된다.